# Campylaspis pustulosa
Campylaspis pustulosa är en kräftdjursart som beskrevs av Hale 1945. Campylaspis pustulosa ingår i släktet Campylaspis och familjen Nannastacidae. Inga underarter finns listade i Catalogue of Life.